# Ponç Hug d'Entença

Escut d'armes de la casa d'Entença.

Ponç Hug d'Entença (s. XII) fou un senyor de la baronia d'Alcolea de Cinca. Fou fill d'Hug III d'Empúries i Jussiana d'Entença i heretà d'aquesta la baronia d'Alcolea de Cinca.
Ponç Hug d'Entença va tenir tres fills:
- Berenger
- Gombau (o Guillem)
- Jussiana d'Entença, que heretà la baronia i es casà amb Bernat Guillem de Montpeller